# Saartjie Baartman

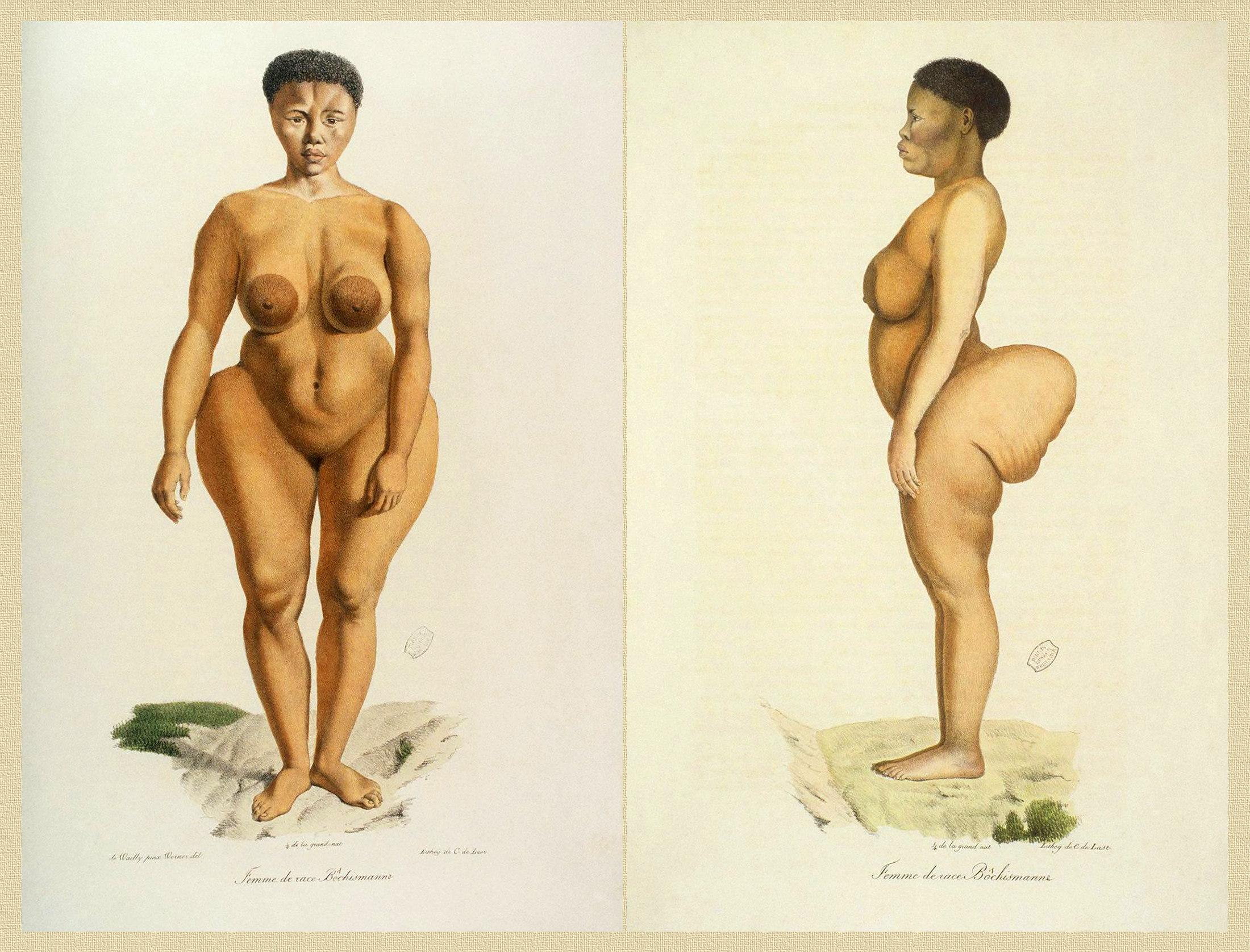
Sarah Saartjie Baartman

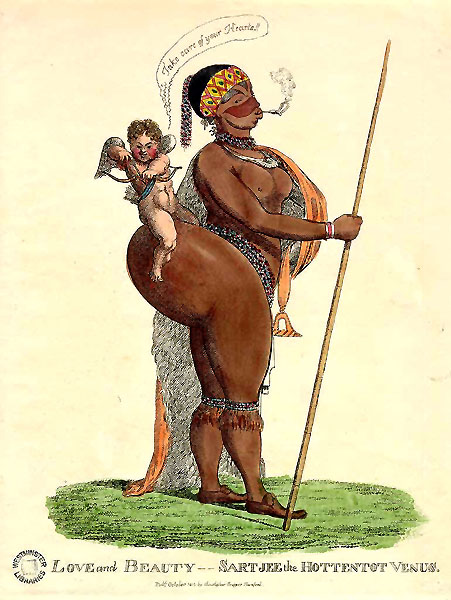
Affisch från tidigt 1800-tal som gör reklam för "Sartjee the Hottentot Venus".

Sarah "Saartjie" Baartman, född 1789 i Hankey i Kapkolonin i nuvarande Sydafrika, död 1815 i Paris, var en khoikhoikvinna som mellan 1810 och sin död visades upp som en attraktion i London och Paris.

## Biografi
Baartman kom 1795 eller 1796 som slav till Kapstaden, där hon blev hushållerska och amma. 1810 togs hon dock till London för att visas upp som en udda attraktion, ett så kallat "freak". Hon fick då namnet "Hottentott-Venus", där "Hottentott" var det dåtida öknamnet för khoikhoi-folket och "Venus" är den romerska kärleksgudinnan. Baartman hade ovanligt stor bakdel (steatopygi) och genitalier, vilket verkade kittlande på européerna, som i dem såg bevis på afrikanernas underlägsenhet och översexualitet. Hon dog i Paris 1815 av en inflammationssjukdom, 25 år gammal.
Efter Baartmans död obducerades hon av den franske anatomen Georges Cuvier, varpå hennes skelett ställdes ut på Musée de l'Homme i Paris, där det stod utställt ända till 1974. 1994 föreslog Nelson Mandela att Baartmans kvarlevor skulle föras hem till Sydafrika, och 2002 begravdes hon i Hankey. Hennes grav har vandaliserats, vilket lett till att myndigheterna har murat igen den.

## Kulturella referenser
- William Makepeace Thackeray refererar till Baartman i sin roman Fåfängans marknad från 1847 som orsaken till Georges aversion gentemot ett giftermål med en svart kvinna.
- Dame Edith Sitwell alluderar till henne i dikten "Hornpipe", som ingår i den satiriska diktsamlingen "Façade".[4]
- Poeten Elizabeth Alexander utgår ifrån hennes historia i en dikt från 1987 och i en bok från 1990, som båda bär titeln The Venus Hottentot.
- Den sydafrikanska poeten Diana Ferrus har skrivit "A Poem for Sarah Baartman".
- I verket Ciao Bella, från 2001, av performancekonstnären Tracey Rose ingår Baartman som en av karaktärerna.
- Poeten M.K. Asante, Jr. skrev dikten "Ghetto Booty: The Hottentot Remix" om Saartjie Baartman i boken Beautiful. And Ugly Too från 2005. Dikten berättar Baartmans historia och varnar hiphop-generationen att inte upprepa den rasistiska behandlingen av svarta kvinnor.
- Science fiction-författaren Paul Di Filippo utgick ifrån hennes historia i sin andra roman i trilogin Steampunk.
- Barbara Chase-Riboud skrev en fiktiv biografi med titeln Hottentot Venus.
- Chris Karsten utgår ifrån Baartmans liv i den romantiska romanen Frats skriven på afrikaans och utgiven 2007.
- Spelfilmen Venus av Suzan-Lori Parks utgår ifrån hennes liv.
- Lydia R. Diamonds föreställning "Voyeurs de Venus" undersöker berättelsen om Baartman.
- Den kanadensiska performancekonstnären Mara Verna skapade ett webbaserat projekt, och en vandringsutställning utifrån Baartman.[5]
- Joyce Carol Oates använder berättelsen om Baartman i sin roman Black Girl/White Girl från 2006.
- The Saartjie Project är en samling konstnärer och aktivister som utifrån teaterproduktioner med sång, dans, bildkonst, spoken word och drama undersöker fascinationen av den svarta kvinnokroppen.[6]
- Den franska filmen Svart Venus från 2010 av Abdellatif Kechiche är baserad på Saartjie Baartmans liv.